# Soda Zitron
Soda Zitron, auch Soda Zitrone oder Sozi, ist ein alkoholfreies Erfrischungsgetränk aus Mineral- oder Sodawasser und Zitronensaft oder dessen Konzentrat.
Soda Zitron steht auf fast jeder österreichischen Getränkekarte. Es wird oft als Jugendgetränk angeboten.

## Ähnliche Zubereitungen in anderen Ländern
Auf Sizilien gibt es ein ähnliches Getränk, aber mit Salz, als Seltz limone e sale.
In Mexiko wird Mineral- oder Sodawasser oft – wie eine Chelada – als Agua mineral preparada mit Zitronensaft, Salz und einem Salzrand am Glas serviert.